# مدرسة الطب والصحة العامة في جامعة ويسكنسن
مدرسة الطب والصحة العامة في جامعة ويسكنسن (بالإنجليزية: University of Wisconsin School of Medicine and Public Health)‏ هي إحدى الكليات لتدريس الطب في الولايات المتحدة الأمريكية. تقع في مدينة ماديسون في ولاية ويسكنسن الأمريكية. نوع الشهادة الطبية التي يتم تحصيلها هناك هي دكتور في الطب.
جامعة ويسكونسن في كلية الطب والصحة العامة في ماديسون هي من طلائع الجامعات التي تعمل على توحيد نموذج جديد للصحة العامة والطب. وتعمل على بناء أنماط مبتكرة من تقاليد تمتد إلى أكثر من 100 سنة في تعليم المهنيين الصحيين، وتوسيع حدودها من خلال البحوث العلمية

## المجالات
سبع مجالات طبية تركز عليها جامعة ويسكنسن
1. الشيخوخة
2. السرطان
3. علوم القلب والأوعية الدموية والجهاز التنفسي
4. علم الأعصاب
5. السكان والمجتمع والعلوم الصحية
6. الصحة الريفية
7. صحة المرأة - من خلال البرامج المتخصصة